# 亨森斯普林斯 (阿拉巴馬州)
亨森斯普林斯（英語：Henson Springs）是一個位於美國阿拉巴馬州拉馬爾縣的非建制地區。該地的面積和人口皆未知。

## 地理
亨森斯普林斯的座標為34°01′09″N 88°03′51″W / 34.01917°N 88.06417°W，而該地的平均海拔高度為108米（即354英尺）。